# Salvia palaestina
Salvia palaestina är en kransblommig växtart som beskrevs av George Bentham. Salvia palaestina ingår i släktet salvior, och familjen kransblommiga växter. Inga underarter finns listade i Catalogue of Life.

## Bildgalleri

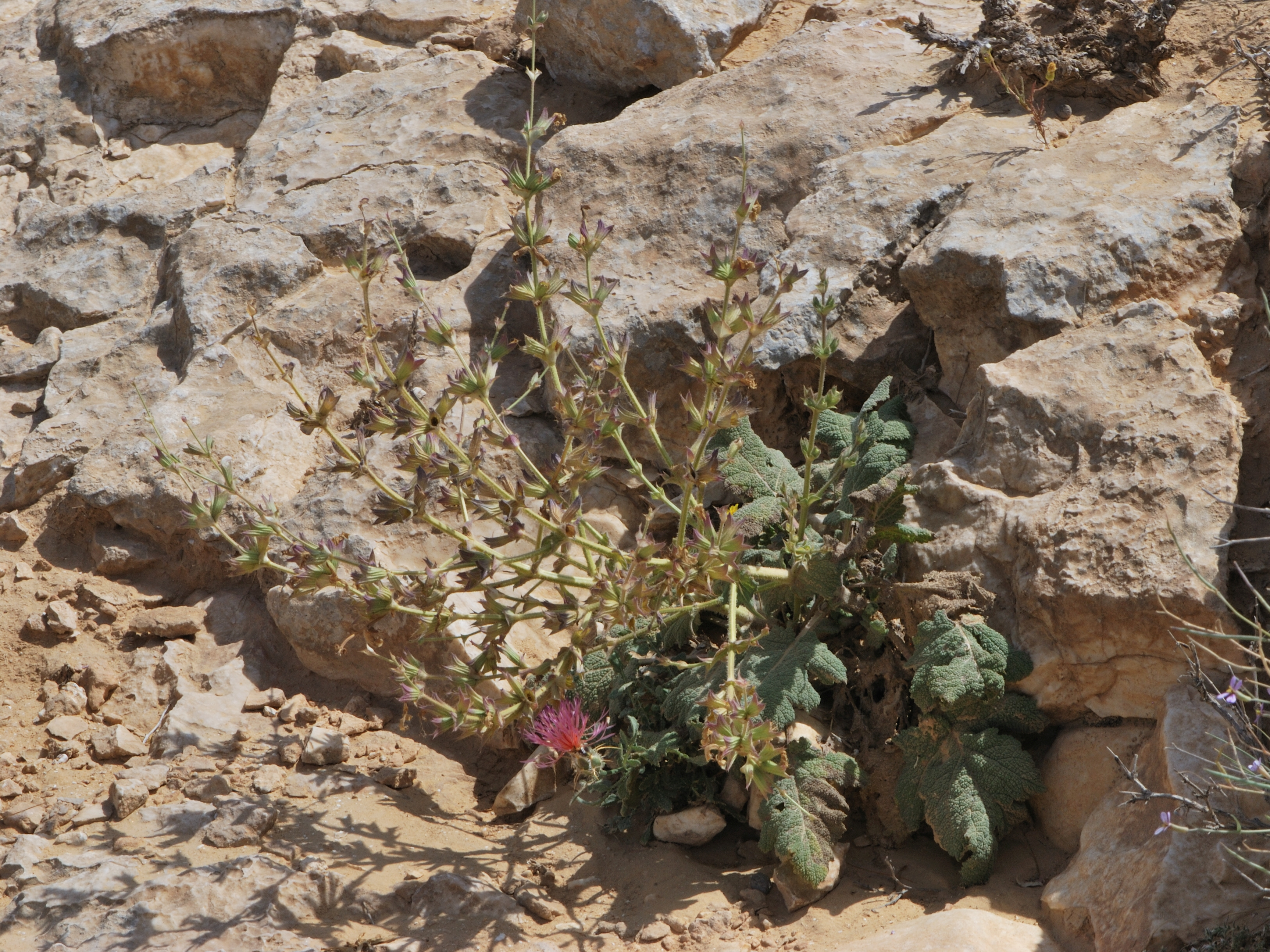
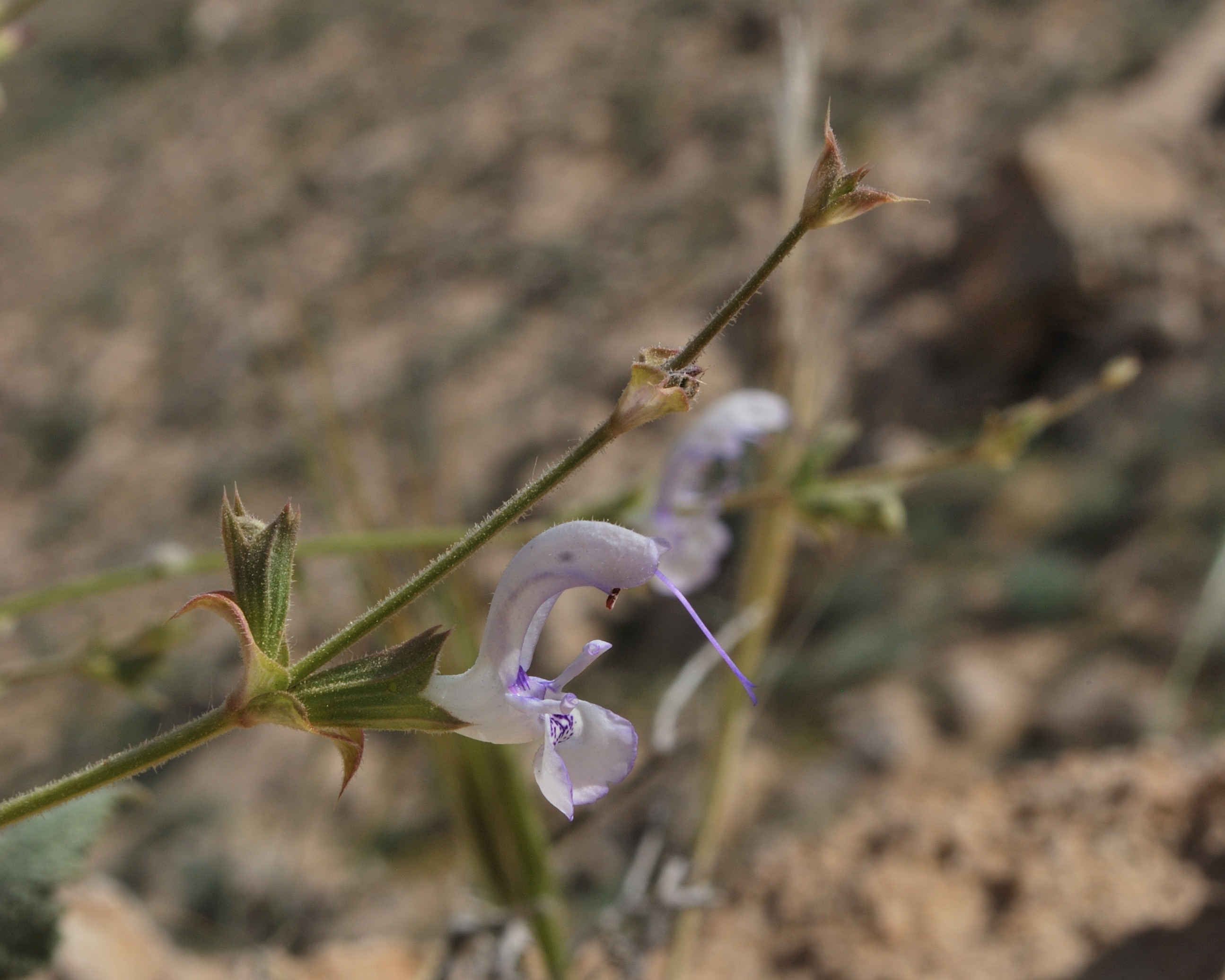